# Khlong Phadung Krung Kasem

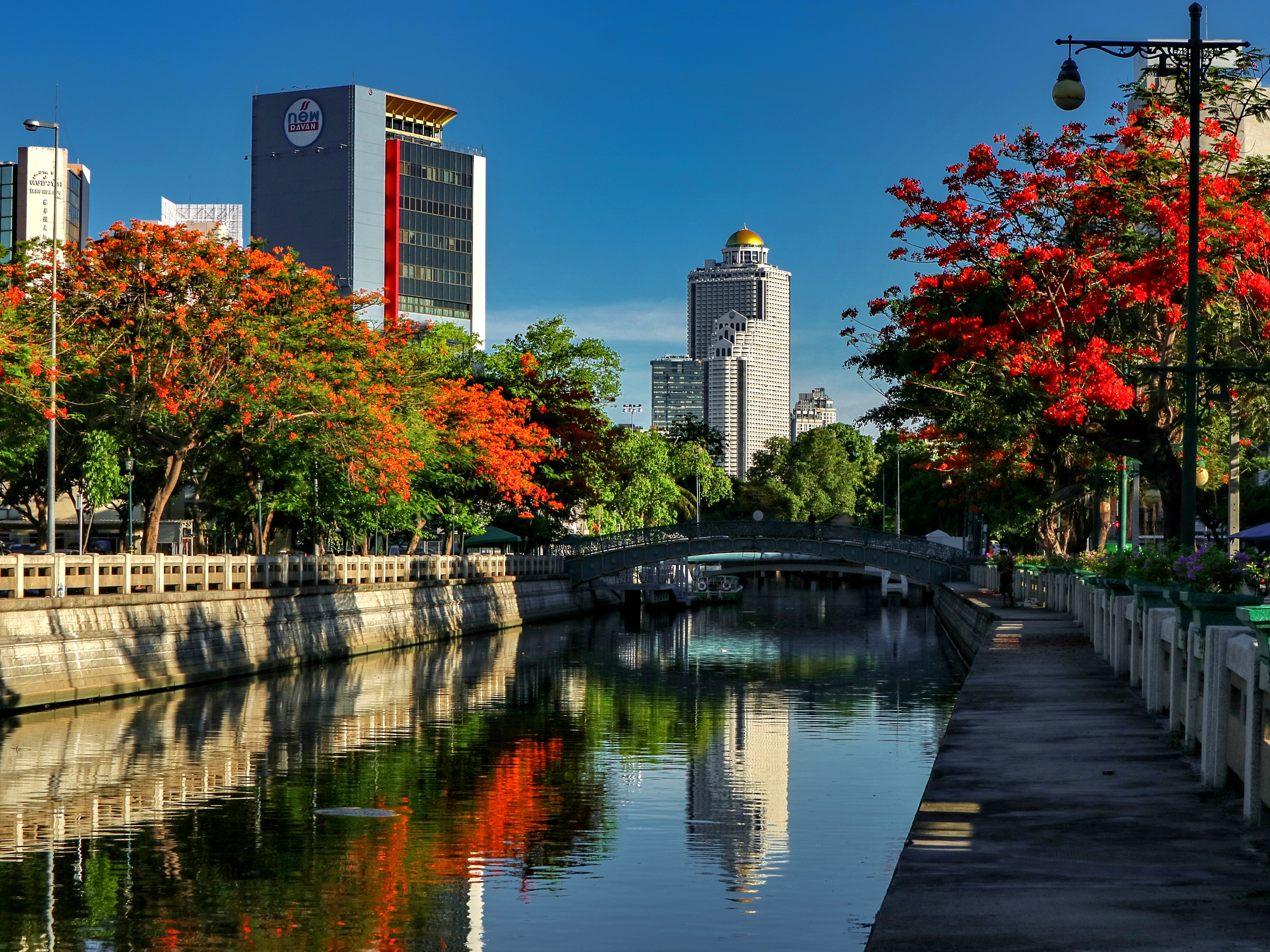
Blick entlang des Khlong Phadung Krung Kasem

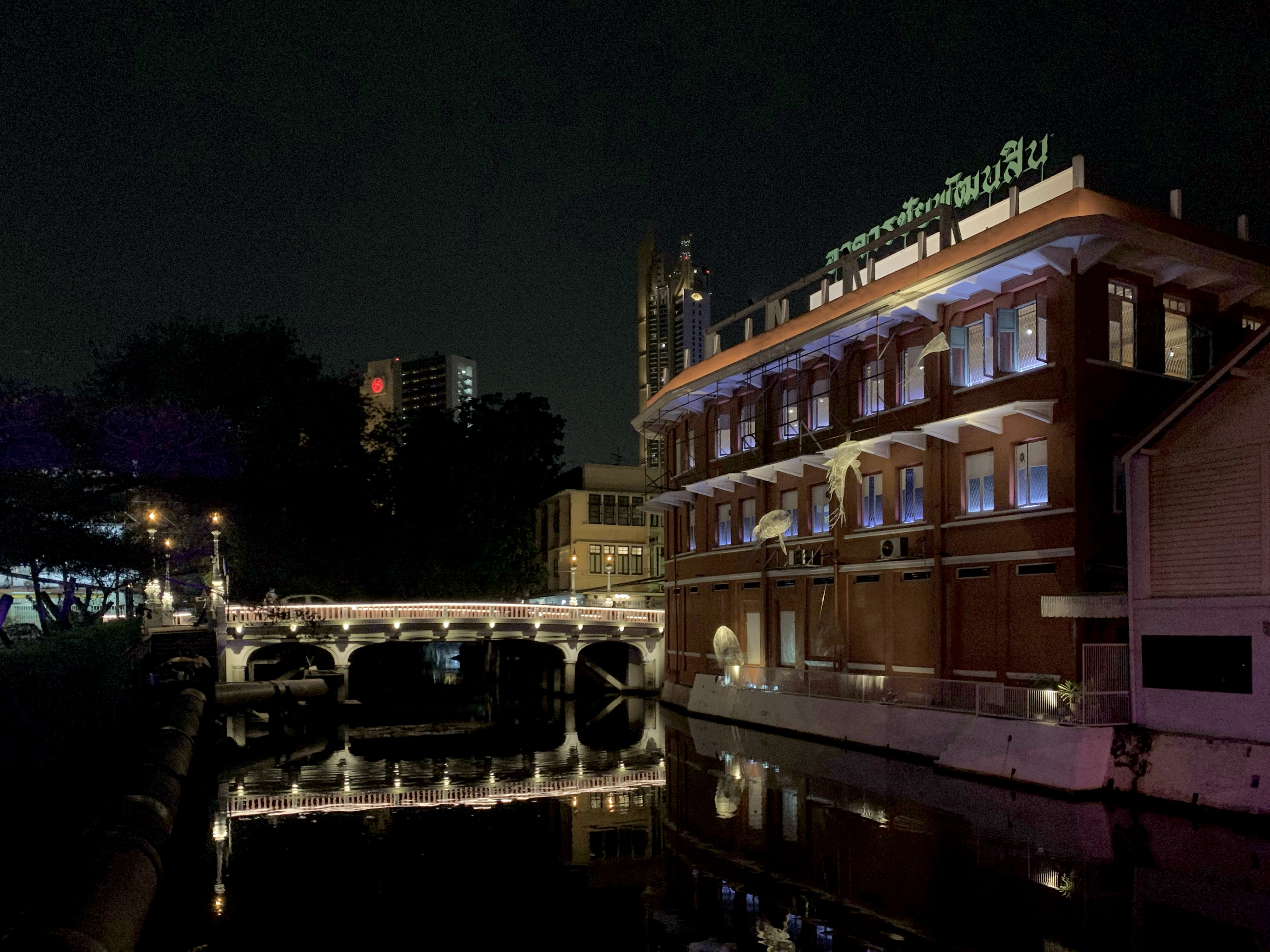
Phitthayasathian-Brücke der Thanon Charoen Krung über den Khlong

Khlong Phadung Krung Kasem (Thai: คลองผดุงกรุงเกษม, übersetzt etwa „Kanal zum Erhalt des städtischen Glücks“) ist ein Kanal (Khlong), der als dritter Ringkanal die Keimzelle des heutigen Bangkok, der Hauptstadt von Thailand umgibt.

## Geschichte
Der Khlong Phadung Krung Kasem wurde zur Regierungszeit von König Mongkut (Rama IV.) in den Jahren 1851–1854 von chinesischen Lohnarbeitern gegraben. Er ist der dritte Ringkanal, der parallel zum zweiten Ringkanal (Khlong Rop Krung) die „Altstadt“ von Bangkok, die so genannte Rattanakosin-Insel in großem Bogen umfließt.
Er beginnt beim heutigen Thewet-Markt, fließt am heutigen UN-Gebäude unter dem Radschadamnoen Boulevard und vorbei am Hauptbahnhof Hua Lamphong, bis er als Grenze der Distrikte Samphanthawong und Bang Rak neben dem heutigen Royal Orchid Sheraton Hotel wieder in den Mae Nam Chao Phraya (Chao-Phraya-Fluss) mündet.
Entlang des zweiten Ringkanals, des Khlong Rop Krung, wurde 1783 noch eine Stadtmauer mit 14 Wachtürmen (Pom) in regelmäßigen Abständen zur Verteidigung gebaut. Doch zur Zeit von König Mongkut brach durch den westlichen Einfluss eine modernere Zeit an, in der Konflikte mit den Nachbarstaaten auf diplomatischem Wege gelöst wurden. Daher war eine Stadtmauer überflüssig geworden. Auch hatte der König bemerkt, dass sich die Bevölkerung seiner Hauptstadt stark vermehrt hatte, so dass „die Häuser und Residenzen von Beamten und Bürgern meist außerhalb der Stadt“ lagen. So wurde durch den „137 Sen und 10 Wa“ (5,5 km) langen Kanal, damals zunächst „Khlong Kut Mai“ oder Neuausgehobener Kanal genannt, die Fläche der Stadt verdoppelt, zusätzlich vereinfachte sich der Transport von Handelsgütern vom Fluss in die Lager der Geschäftsleute.

## Alte Brücken

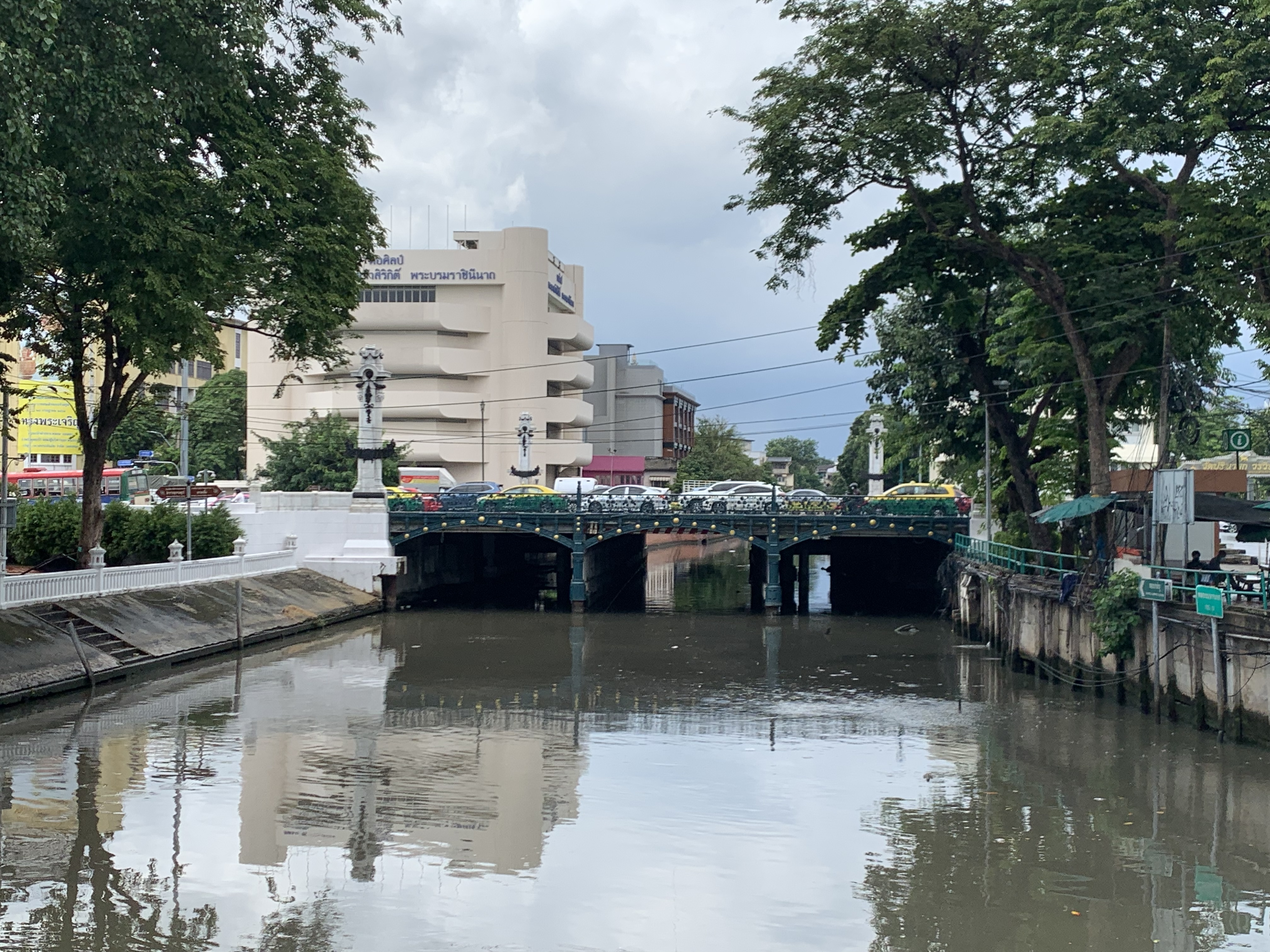
Makkhawan-Rangsan-Brücke über den Khlong Phadung Krung Kasem

Über den Kanal wurden zahlreiche Brücken (Thai: สะพาน, Saphan) gebaut. Zunächst waren es Holzkonstruktionen, die aufgrund ihres Aussehens „Kamelhöcker-Brücken“ (auf Thai: Elefanten-Brücken – Saphan Chang) genannt wurden, da sie das Gewicht eines ausgewachsenen Elefanten tragen mussten. Später wurden sie durch beständigere Brücken aus Beton oder auch Metall ersetzt, die auch heute noch nach über 100 Jahren bestehen. Allerdings mussten sie im Laufe der Jahre oft mehrmals verbreitert werden, wurden sie doch für den immer stärker werdenden Autoverkehr zu schmal.
- Saphan Thewet Naruemit (สะพาน เทเวศร์นฤมิตร – Thanon Samsen) – Die ursprüngliche Brücke am Thewet-Markt wurde im Auftrag von König Chulalongkorn (Rama V.) im Jahre 1899 erbaut. Bereits 30 Jahre später wurde sie durch eine Betonbrücke ersetzt. Im Jahre 1975 erhielt sie ihr heutiges Aussehen, wurde verbreitert und mit Stahlbeton verstärkt.
- Saphan Witsukam Narueman (สะพาน วิศสุกรรมนฤมาน – Thanon Prachathipatai) – Erbaut im Jahre 1901 im Auftrag von König Chulalongkorn, zunächst als Holzbrücke gebaut mit einer Balustrade aus Gusseisen, wurde sie im Jahre 1967 restauriert, verbreitert und erhielt eine Fahrbahn aus Stahlbeton.
- Saphan Makkhawan Rangsan (สะพาน มัฆวานรังสรรค์ – Thanon Ratchadamnoen Nok) – Als König Chulalongkorn im Jahre 1900 den Bau der Ratchadamnoen-Avenue anordnete, um den Sanam Luang mit den neuen königlichen Dusit-Gärten zu verbinden, sollte die Avenue den europäischen Prachtstraßen der damaligen Zeit in nichts nachstehen: weite, mit Bäumen gesäumte Fahrbahnen und Promenaden für die Fußgänger. Dort wo dieser neue Boulevard den Phadung Krung Kasem-Kanal kreuzte, sollte eine neue Brücke gebaut werden, die zu dem großartigen Charakter der Avenue passte. Die neue Brücke war die Makawan Rangsun-Brücke, die noch heute die schönste Brücke von Bangkok ist.
- Saphan Charoen Sawat 36 (สะพาน เจริญสวัสดิ์๓๖ – Thanon Phra Ram 4) – Direkt vor dem Hauptbahnhof von Hua Lamphong befand sich ursprünglich eine der vielen Kamelhöcker-Brücken. Sie hieß „Supradit-Brücke“. Im Jahre 1915 beschloss König Vajiravudh (Rama VI.), diese Brücke wegen ihres schlechten Zustandes abzureißen und eine neue zu bauen, die Charoen-Sawat-36-Brücke. Sie wurde am 30. Dezember 1916 eingeweiht (die „36“ im Namen steht für das damalige Alter des Königs).
- Saphan Phitthayasathian (สะพาน พิทยเสถียร – Thanon Charoen Krung/New Road) – Erbaut im Jahre 1895 vom damaligen Chefingenieur des Bau-Ministeriums Mr. Carlo Allegri.

## Märkte
Entlang des Kanals gibt es auch einige interessante Märkte:
- Thewet – Blumenmarkt
- Bo Be – hauptsächlich Textilien, auch viel Second-Hand-Ware
- River City Komplex – modernes Hochhaus mit vielen Antiquitäten-Geschäften